# 1119
1119 (MCXIX) var ett normalår som började en onsdag i den julianska kalendern.

## Händelser

### Februari
- 1 eller 2 februari – Sedan Gelasius II har avlidit den 29 januari väljs Guy av Vienne till påve och tar namnet Calixtus II.[1]

### September
- 19 september – En svår jordbävning härjar i Gloucestershire & Warwickshire, England.[2]

### Okänt datum
- Gottfrid av Saint-Omer och sex andra riddare grundar tempelherreorden för att skydda pilgrimer mot överfall då de färdas till Jerusalem under korstågen.

## Födda
- Sutoku, kejsare av Japan.

## Avlidna
- 29 januari – Gelasius II, född Giovanni Coniulo, påve sedan 1118.
- 10 mars – Muirchertach Ua Briain, storkonung av Irland sedan 1101.

### Fotnoter
1. ↑  ”Roman Catholic Church” (på engelska). World Statesmen. http://www.worldstatesmen.org/Catholic.html. Läst 23 november 2012.
2. ↑  Stratton, J.M. (1969). Agricultural Records. John Baker. ISBN 0-212-97022-4